# Daisy De Bock
Daisy De Bock (Beveren, 10 augustus 1974) is een Belgisch schutster.

## Levensloop
De Bock nam deel aan de Olympische Zomerspelen van 2004 in het onderdeel 'luchtgeweer, 10 meter' te Athene. Ze eindigde er met 388 punten op de 33e plaats in de eindrangschikking.
Daarnaast nam ze viermaal deel aan de wereldkampioenschappen (1994, 2002, 2006 en 2010) en vijftienmaal aan de Europese kampioenschappen. (1994-1996, 1999-2005, 2007-2010 en 2012). Haar beste prestatie op een WK (34e) behaalde ze in 2006 te Zagreb, op een EK behaalde ze haar beste rangschikking (5e) in 2003 te Göteborg. Ook eindigde ze tweemaal in de top 10 op een wereldbekerwedstrijd, met name in 2001 te München (9e) en in 2004 te Sydney (7e).
Ze was aangesloten bij Karabijnclub Dingo te Moerbeke. Later kwam ze uit voor het Duitse 'Schießgesellschaft Hamm' (SGH).